# Galumna gibbula
Galumna gibbula är en kvalsterart som beskrevs av Grandjean 1956. Galumna gibbula ingår i släktet Galumna och familjen Galumnidae. Inga underarter finns listade i Catalogue of Life.